# 芥川文
芥川 文（あくたがわ ふみ、1900年7月8日 - 1968年9月11日）は、作家・芥川龍之介の妻。旧姓：塚本。俳優・芥川比呂志（長男）と作曲家・芥川也寸志（三男）の母。次男・芥川多加志は父・龍之介に似て最も文学志向が強かったが、第二次世界大戦で戦死した。

## 来歴・人物
東京府（現東京都）生まれ。海軍少佐・塚本善五郎の娘。1904年5月15日、旅順港近海で戦艦「初瀬」に第一艦隊第一戦隊先任参謀として乗艦していた父が「初瀬」沈没時に戦死。葬儀に参加した東郷平八郎連合艦隊司令長官は文を抱き上げ、秋山真之参謀はピアノを練習するよう薦めた。一家の大黒柱を失った母は、実家である山本家に寄寓する。このとき、母の末弟・山本喜誉司の東京府立第三中学校以来の親友・芥川龍之介と知り合う。芥川が彼女へ送った恋文は有名。
1916年12月、龍之介と縁談契約書を交わす。1918年2月、跡見女学校在学中に龍之介と結婚する。龍之介の海軍機関学校赴任に伴い、鎌倉市で新婚生活を送る。1919年3月に龍之介が海軍機関学校を退職。それに伴い、田端に帰り、養父母、伯母たちとの生活に入った。
龍之介の作品には『子供の病気』（『局外』1923年8月）、『死後』（『改造』1925年9月）、『年末の一日』（『新潮』1926年1月）、『身のまはり』（『サンデー毎日』1926年1月）、『本所両国』（『東京日日新聞』夕刊、1927年5月6日 - 5月22日）、『蜃気楼』（『婦人公論』1927年3月）、『或阿呆の一生』（『改造』1927年10月）、『歯車』（『文藝春秋』1927年10月）、『鵠沼雑記』（遺稿）に登場している。
1927年7月24日、龍之介が服毒自殺する。
1941年、三男・也寸志が東京音楽学校予科作曲部を目指して音楽の勉強を始めた時は、也寸志のために自らのダイヤの指環を売り払ってピアノの購入費に充てた。
1945年4月13日、東京外国語学校仏語部在学中に学徒兵として出征していた次男・多加志がビルマのヤメセン地区で戦死する。
1968年9月11日、調布市入間町の三男・也寸志邸にて心筋梗塞のため死去した。墓所は、東京都豊島区巣鴨の慈眼寺。
死後の1975年、筑摩書房から『追想芥川龍之介』（中野妙子筆録）が刊行された。

## 逸話
自身の子供は全員男児だったが、毎年桃の節句の頃になると雛人形を飾る習慣があった。この雛人形は文の実家にあったものである。